# Pissos
Pissos è un comune francese di 1 340 abitanti situato nel dipartimento delle Landes nella regione della Nuova Aquitania.

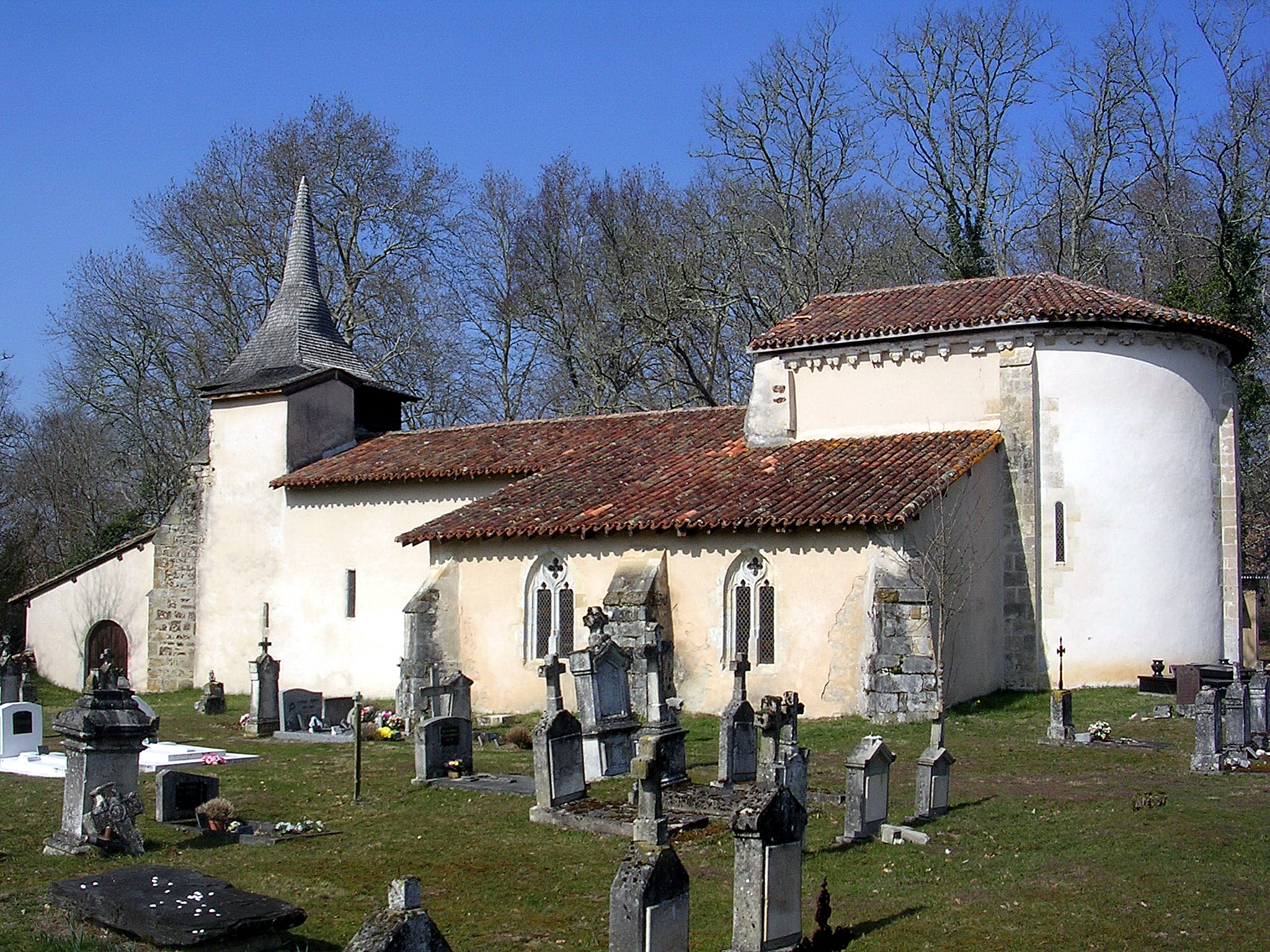
La chiesa di San Giovanni Battista di Richet, nell'omonimo quartiere

La sua trecentesca chiesa di San Giovanni Battista, sita nel quartiere di Richet, è stata dichiarata Monumento storico di Francia ed è una meta intermedia sulla  Via Turonensis, uno dei percorsi per San Giacomo di Compostella in Francia.

## Società

### Evoluzione demografica
Abitanti censiti